# José Bourguignon
José Bourguignon (* 1929 in Lüttich; † 1982 ebendort) war ein belgischer Jazzmusiker (Schlagzeug).

## Leben und Wirken
Bourguignon begann mit zehn Jahren Schlagzeug zu spielen. Ende der 1940er Jahre war er in der Bebop-Szene seiner Heimatstadt aktiv. In den 1950er Jahren gehörte er dem Trio des Gitarristen René Thomas an. 1952 entstanden in Brüssel erste Aufnahmen mit einer Band um René Thomas, Jacques Pelzer und Hubert Chatelain („How High the Moon“). Im März 1956 war er an René Thomas’ Aufnahmen für Polydor in Paris beteiligt (Rene Thomas Modern Group, mit Bib Monville (Tenorsaxophon), Roland Ronchaud (Piano), Benoît Quersin (Bass)).
Von 1956 bis 1961 lebte Bourguignon in Kanada. Mitte 1961 trat er mit Bud Powell und Benoît Quersin („I Remember Clifford“), mit dem Tete Montoliu Trio (mit George Leclerc) sowie mit dem René-Thomas-Trio auf dem Comblain Jazz Festival in Hamoir-Comblain-La-Tour auf. In den folgenden Jahren spielte er u. a. mit Martial Solal und Jacques Pelzer, bevor er Mitte der 1960er Jahre in Genf einen Nachtclub eröffnete. Anfang der 1970er Jahre zog er sich dann aus der Musikszene zurück. Im Bereich des Jazz war er zwischen 1952 und 1961 an sechs Aufnahmesessions beteiligt.

## Lexikalischer Eintrag
- Émile Henceval: Dictionnaire du jazz à Bruxelles et en Wallonie. Liège: Pierre Mardaga, 1991.